# همدرد (مینی سریال)
همدرد یک مینی سریال تاریخی کمدی سیاه درام بر اساس جایزه پولیتزر ۲۰۱۵ است.برنده رمان به همین نام توسط ویت تان نگوین است . این مجموعه توسط نمایشگران پارک چان ووک و دان مک‌کلار ساخته شد و پارک نیز کارگردانی سریال را بر عهده داشت.  این سریال در تاریخ ۱۴ آوریل ۲۰۲۴ در HBO پخش شد و توسط آ ۲۴ و رسانه لوزی تولید می‌شود.

## فرض
این سریال بر اساس داستان کاپیتان، یک گیاه ویتنام شمالی در ارتش ویتنام جنوبی است.  او مجبور می شود در اواخر جنگ ویتنام به همراه ژنرال خود به ایالات متحده فرار کند.  در حالی که در جامعه ای از پناهندگان ویتنام جنوبی زندگی می کند، به جاسوسی مخفیانه از جامعه ادامه می دهد و به ویت کنگ گزارش می دهد و بین وفاداری های اصلی خود و زندگی جدید خود دست و پنجه نرم می کند.

## بازیگران

### اصلی
- هوآ ژوانده در نقش کاپیتان، یک کاپیتان پلیس در سایگون که مخفیانه یک جاسوس کمونیست برای شمال است.
- رابرت داونی جونیور در چندین نقش آنتاگونیست از جمله:
  - کلود، یک مامور سیا که کاپیتان را راهنمایی می کند ** نیکو، یک فیلمساز مولف که فیلمی درباره جنگ ویتنام بر اساس فرانسیس فورد کاپولا می سازد.
  - پروفسور هامر، استاد دبیرستان کاپیتان

شرق‌شناس
- - ند گادوین، یک نماینده کنگره در کالیفرنیای جنوبی که تلاش می کند مردم محلی ویتنام آمریکایی را جلب کند.
- تو آن لی به عنوان ژنرال، یک ژنرال عالی رتبه ویتنام جنوبی که کاپیتان زیر نظر او خدمت می کند
- فرد نگوین خان در نقش بون، بهترین دوست دوران کودکی کاپیتان
- دوی نگوین در نقش مرد، دیگر دوست دوران کودکی کاپیتان و سرپرست او
- وی لی در نقش لانا، دختر ژنرال و علاقه عشق کاپیتان
- کی دوین در نقش مادام، همسر ژنرال
- Phanxinê به عنوان سرگرد
- کیو چین در نقش مادر سرگرد

### پشتیبانی
- ویوی نگوین در نقش همسر سرگرد
- کیلی تران در نقش جاسوس کمونیست
- اسکات لی در نقش توپچی دائو
- آلن ترونگ در نقش سانی
- ساندرا اوه در نقش خانم سوفیا موری
- دیوید دوچونی
- جان چو
- مارین دلترمه

## تولید
در آوریل ۲۰۲۱، ویت تان نگوین اعلام کرد که رمان او "همدرد" توسط آ ۲۴ برای اقتباس در یک مجموعه تلویزیونی با کارگردانی پارک چان ووک انتخاب شده است.  رسانه لوزی نیز در تولید نقش دارد. در ماه جولای، HBO سریال را از آ ۲۴ سفارش داد و رابرت داونی جونیور در یک پروژه به پروژه پیوست.نقش تهیه کننده و همبازی ایالت کالیفرنیا بیش از ۱۷.۴ میلیون دلار اعتبار مالیاتی به این تولید اعطا کرد تا اطمینان حاصل شود که تولید قابل توجهی در ایالت انجام خواهد شد.مارک موندن و فرناندو میرلس نیز برای کارگردانی برخی از قسمت‌های سریال استخدام شدند.
جنیفر وندیتی، کارگردان بازیگر، یک تماس جهانی برای بازیگران آغاز کرد تا یک بازیگر اصلی ویتنامی تبار پیدا کند و در نهایت هوآ ژوانده، فرد نگوین خان، توآن لی، وی لی و آلن ترونگ را استخدام کرد.نقش‌های تکرارشونده برای ساندرا اوه، کیو چین، و نگوین کائو کی دوین نیز در نوامبر ۲۰۲۲ اعلام شد و داونی چندین نقش متضاد مکمل را به نمایش می‌گذاشت.در ماه می ۲۰۲۳، اسکات لی و مارین دلترم در نقش های تکرارشونده به بازیگران پیوستند.
فیلمبرداری در لس آنجلس و تایلند انجام شد.داونی سر خود را برای سریال تراشید تا در زمان مورد نیاز برای استفاده از کلاه طاس برای هر یک از سریال های مختلف صرفه جویی کند.  شخصیت هایی که او به تصویر کشیده است  بخش قابل توجهی از اجرای داونی نیز بداهه بود.

## انتشار
این سریال برای اولین بار در HBO پخش شد و در ۱۴ آوریل ۲۰۲۴ برای پخش در مکس در دسترس قرار گرفت.

## پذیرایی
کار کاملاً رضایت بخشی را در تطبیق مطالب منبع جاه طلبانه خود انجام می دهد، و موضوعات اصلی آن را حتی زمانی که گهگاه با ساختار خود درگیر است، منتقل ، این سریال بر اساس ۲۹ منتقد، میانگین وزنی امتیاز ۷۸ از ۱۰۰ را دارد که نشان دهنده "تحسین جهانی" است.

## منبع
https://en.m.wikipedia.org/wiki/The_Sympathizer_(miniseries) مشارکت کنندگان در ویکی پدیا انگلیسی.